# 김승우 (1998년)
김승우(한국 한자: 金承優, 1998년 3월 25일 ~ )는 대한민국의 축구 선수이다. 포지션은 수비수이다. 현재 충북 청주 FC 소속이다.